# Ганс Кіліан
Ганс Кіліан (нім. Hanns Kilian; 2 травня 1905, Гарміш-Партенкірхен — 17 квітня 1981, Гарміш-Партенкірхен) — німецький бобслеїст, неодноразовий призер Олімпійських ігор і чемпіонатів світу.

## Біографія
У спортивній кар'єрі Ганс Кіліан досяг великих результатів. Був багаторазовим чемпіоном Німеччини, в 1928 році став чемпіоном Європи в двійках. У 1931 році став першим чемпіоном світу в заліку двійок з Себастьяном Губером. У 1934 і 1935 роках став кращим на чемпіонатах світу в Гарміш-Партенкірхені і Санкт-Моріц в заліку четвірок. У 1939 році, коли світова першість проходила в Санкт-Моріц і Кортині-д'Ампеццо, завоював бронзу в обох заліках.
Кіліан тричі виступав на Олімпійських іграх. На других зимових Олімпійських іграх в Санкт-Моріцу в заліку п'ятірок взяв бронзу. Через чотири роки на Іграх в Лейк-Плесіді знову взяв бронзу в четвірках, в двійках же став п'ятим. Ще через чотири роки в Гарміш-Партенкірхені зайняв 5 місце в двійках і 7 місце в четвірках.
Після завершення кар'єри Кіліан став видатним адміністратором в бобслеї в ФРН. Він був президентом федерації санних видів спорту в Німеччині (BSD) з 1956 по 1968 роки.
У 1968 році був головою німецької делегації на Іграх 1968 року в Греноблі. На змаганнях двійок час за сумою чотирьох спроб у ФРН та Італії було однаковим: 4: 41,54 і команди повинні були поділити «золото». Коли німці вже святкували, надійшло повідомлення, що згідно з регламентом в разі рівного результату перевагу отримує та команда, у якої є найкращий час в одній зі спроб. Таким чином олімпійським чемпіоном стала команда Італії. У зв'язку з тим, що Кіліан не опротестував це рішення, на нього почалися нападки в пресі. Розлючений і розчарований Кіліан подав у відставку. Після 1968 року аж до кінця життя в 1981 році залишався почесним головою і членом IBSF.

## Нагороди
- Орден «За заслуги перед Федеративною Республікою Німеччина», офіцерський хрест